# Hylaeus alcyoneus
Hylaeus alcyoneus är en biart som först beskrevs av Wilhelm Ferdinand Erichson 1842.  Den ingår i släktet citronbin och familjen korttungebin. Inga underarter finns listade i Catalogue of Life.

## Beskrivning
Ett övervägande svart bi med en metalliskt blåsvart bakkropp och gula markeringar i ansiktet och på mellankroppen. Arten är tämligen liten; kroppslängden är mellan 11 och 12 mm. Till skillnad från de flesta bin, är hanarna tydligt större än honorna.

## Ekologi
Arten besöker olika proteaväxter, framför allt (och i mycket hög grad) banksiasläktet. Arten är också en mycket viktig pollinatör av banksiaväxter. Honorna har gadd, men de är inte särskilt aggressiva. 
Hanarna har två olika strategier när det gäller att finna honor: Framför allt större hanar mutar in en banksiablomma som sitt revir, och försvarar den energiskt mot andra hanar. De försöker sedan para sig med besökande honor. Andra flyger patrullflykt likt humlehanar längs en bestämd bana, i vilken det ingår flera banksiaväxter.
Honorna bygger larvbon i övergivna insektsgångar i stammar och grenar på olika buskar. Bona konstrueras av en utsöndring från spottkörtlarna, vilken stelnar efter hand. Varje bo innehåller flera larvceller, som innehåller ett ägg vardera, tillsammans med pollen och nektar som föda åt larven.

## Utbredning
Hylaeus alcyoneus förekommer i södra Australien (inklusive Tasmanien), främst i de fuktigare kustområdena.